# Medovice

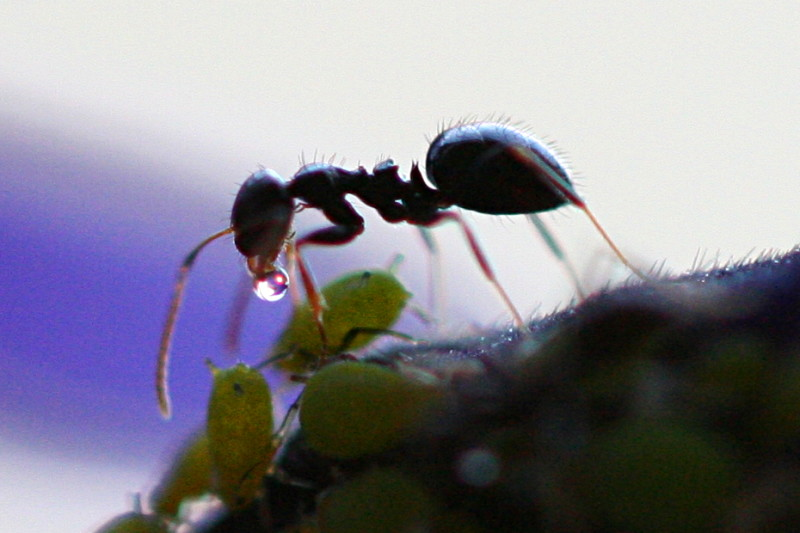
Mšice produkuje medovici pro mravence ve vzájemném symbiotickém vztahu

Medovice je hustá lepkavá substance bohatá na cukry vylučovaná stejnokřídlým hmyzem na povrch listů a jehličí, kde se usazuje. Hmyz vytváří medovici ze sladkých šťáv proudících v rostlinách a vylučuje ji řitním otvorem v podobě kapek nebo ji v pravidelných intervalech vystřikuje.
Medovice je někdy nazývána spadek, medná rosa či archaickým českým slovem páď.
Medovici sbírají některé druhy ptáků, vosy nebo včely, pro které je po nektaru nejdůležitější složkou potravy. Včely medovici zpracují na tzv. medovicový med. Medovici vyhledávají také mravenci. Pro některé druhy mravenců je medovice natolik důležitá, že chrání mšice před predátory, vysazují je na další rostliny a dokonce pomáhají s přezimováním vajíček. Tento oboustranně výhodný vztah se označuje jako mutualismus. Medovici sbírají i lidé.
Medovice vylučovaná ve větším množství je pro rostlinu škodlivá, protože ucpává dýchací průduchy, vyživuje škodlivé bakterie nebo plísně.

## Tvorba medovice

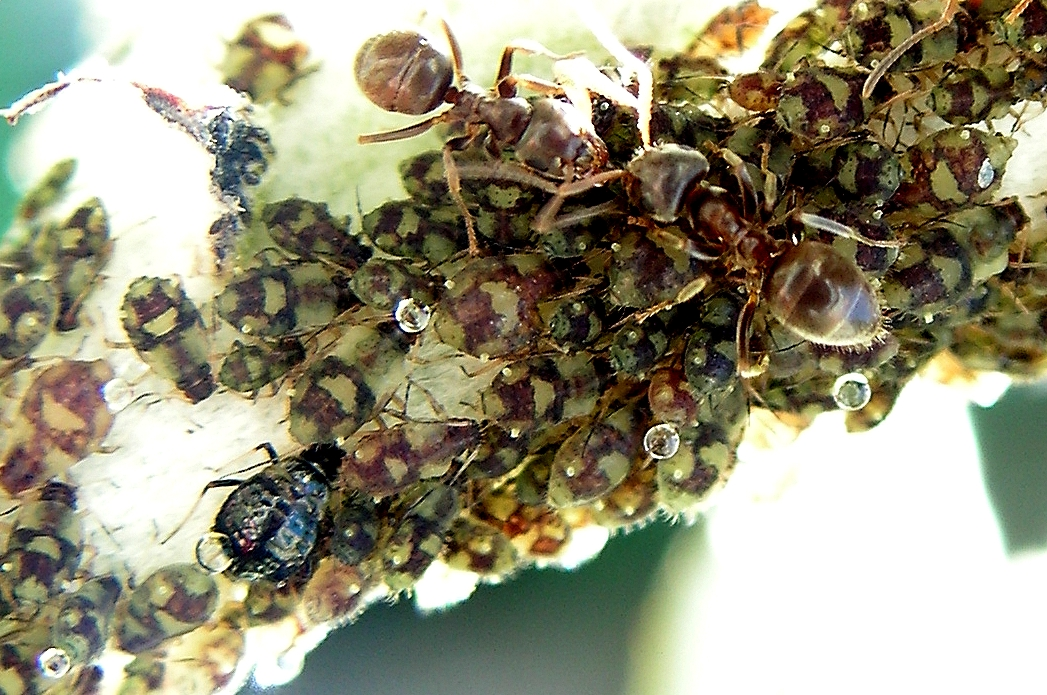
Mravenci navštívili mšice s kapkami medovice

Stejnokřídlý hmyz se živí šťávou z rostlinných pletiv. Bodavě sacím ústním ústrojím napichuje vodivá pletiva rostlin (sítkovice) a aktivně saje šťávu pohyby blanitého hltanu. Jícnem šťáva prochází do filtrační komory hmyzu. Šťáva rostlin obsahuje značné množství sacharidů, ale poměrně málo bílkovin. Přes tenkou blanitou stěnu filtrační komory mohou jednoduché cukry v roztoku procházet do těla hmyzu. Jejich přebytek je vylučován do zadní části střeva. Naproti tomu bílkovinná část rostlinné šťávy přechází do žaludku a střeva hmyzu, kde jsou vstřebány.
Přebytek cukrů z rostlinné šťávy je vylučován jako medovice.

## Složení medovice

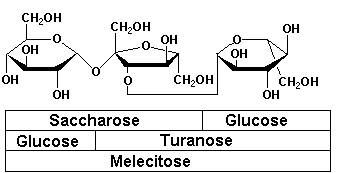
Složeni melecitózy: melecitóza je trisacharid obsahující dvě molekuly glukózy a jednu molekulu fruktózy

Medovice je tvořena převážně roztokem jednoduchých sacharidů: sacharózou, fruktózou a glukózou. Kromě toho obsahuje také menší množství složitějších cukrů, jako je melecitóza, stopy bílkovin a aminokyselin, minerální látky a rostlinná barviva. Čerstvě vyloučená medovice obsahuje asi 80 % vody.

## Producenti medovice
Medovici tvoří většina stejnokřídlého hmyzu, ale jen některé druhy tvoří tolik medovice, že jsou včelařsky významné a jejich medovice může tvořit hlavní snůšku včel. Nejvíce medovice produkují mšice a červci. Nejdůležitějšími producenty medovice jsou puklice smrková a mšice korovnice smrková a korovnice jedlová.
Medovice není jen významným zdrojem snůšky, její velká výhoda spočívá v tom, že je k dispozici v době, kdy je v přírodě jen málo nektarodárných rostlin. V lesních oblastech Česka je jediným hlavním zdrojem snůšky pro včelstva a na medné snůšce se podílí z 50–80 %.

### Prvořadí producenti medovice
Výskyt medovice není pravidelný, její množství záleží na přemnožení hmyzu, který medovici produkuje. Prvořadí producenti v příznivých letech vyprodukují tolik medovice, že tvoří hlavní snůšku včel. Druhořadí producenti jsou využíváni jen jako podněcovací snůška a na medné produkci se nepodílejí.

#### Prvořadí producenti medovice na smrku

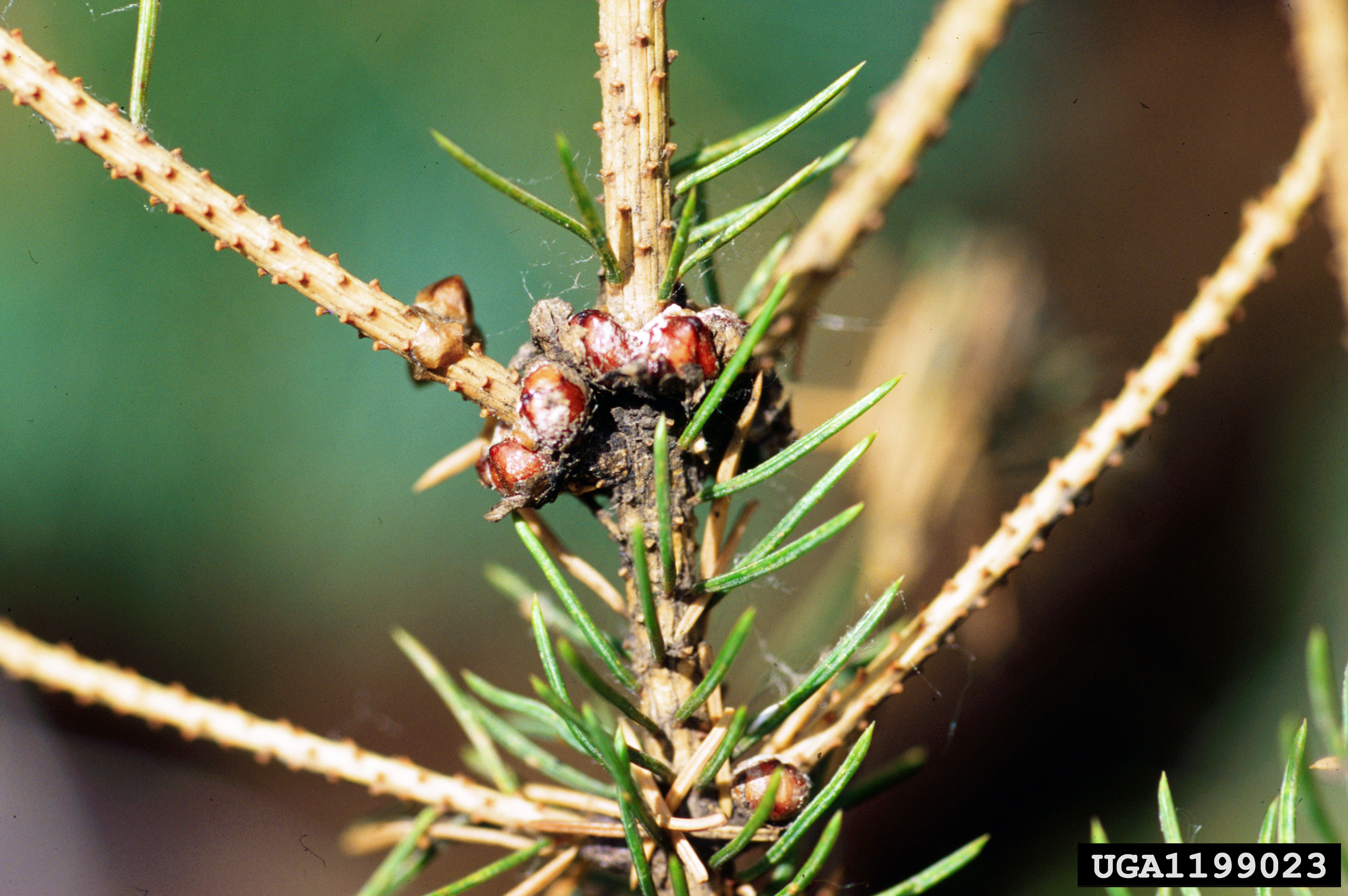
Puklice smrková

Na neprosvětlených mladších porostech smrku ztepilého saje puklice poloskrytá. Medovici tvoří zpravidla od 10. června do začátku července. V Česku je puklice poloskrytá nejvýznamnějším producentem medovice. Naproti tomu na starších stromech a sušších a teplých stanovištích žije puklice smrková, která produkuje medovici zpravidla od 20. května do 15. června.
Medovnice smrková tvoří velké kolonie na letorostech smrku všech věkových tříd. Medovici dává v červnu a v červenci. Medovnice zelenavá napadá dvouleté až čtyřleté větve, medovici poskytuje od června do srpna; ve stejném období tvoří medovici i medovnice nahá, která žije na starších větvích či kmeni. V červnu a červenci je zdrojem medovice i medovnice velká, která žije ve velkých koloniích na kmenech stromů.
Medovnice ojíněná, žijící na starších větvích, produkuje medovici obsahující velké množství melecitózy. Med vytvořený z této medovice krystalizuje již ve včelích plástech. Včely ji sbírají v červnu a v červenci.

#### Prvořadí producenti medovice na jedli
Medovnice jedlová je jedním z nejvýznamnějších producentů medovice v Česku. Parazituje na kůře větví jedle bělokoré a v červenci a v srpnu tvoří značné množství medovice. Medovnice dvoupásá poskytuje včelám medovici v podletí.

#### Prvořadí producenti medovice na borovici

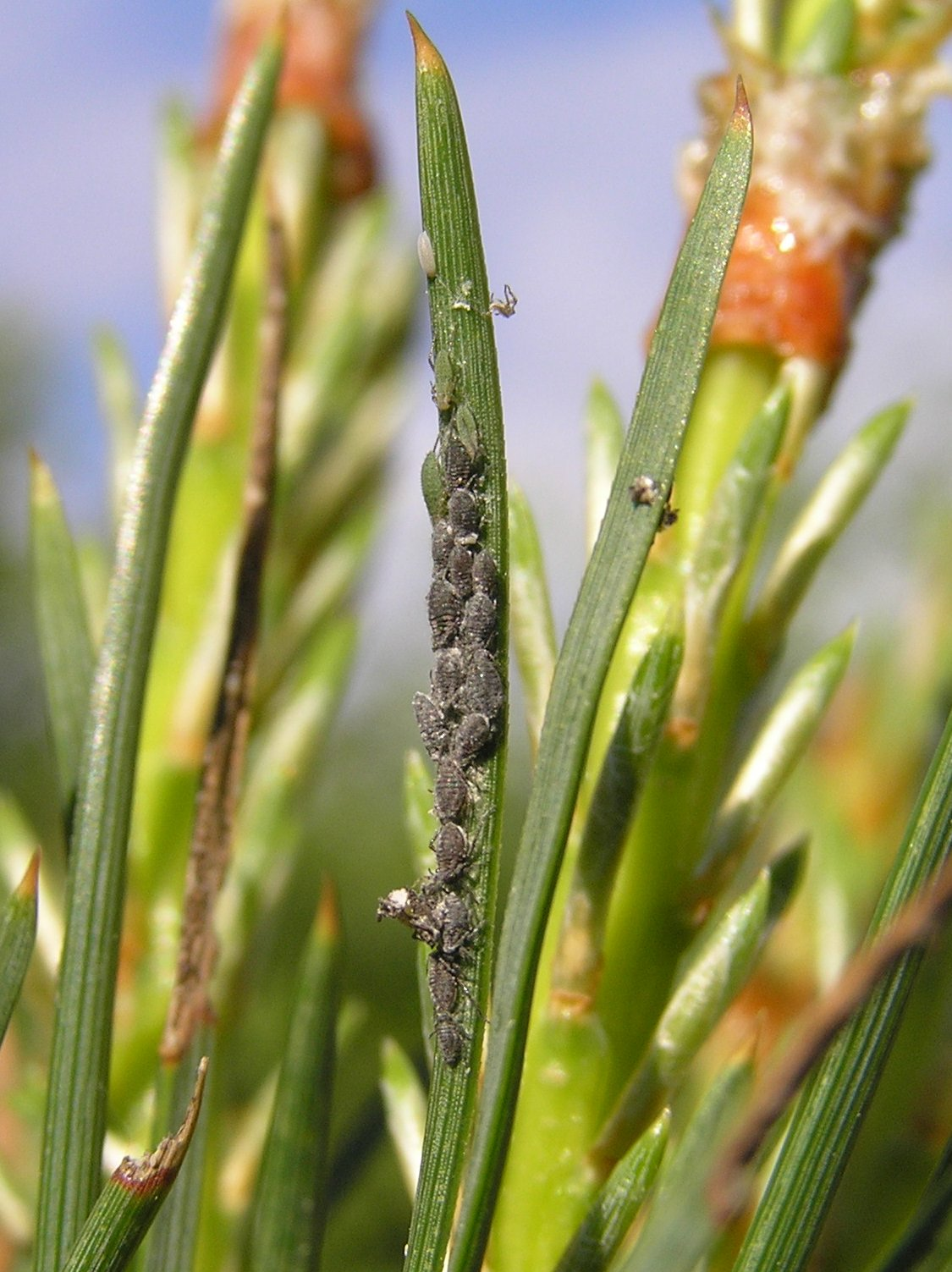
Kolonie medovnice borové na jehlicích borovice

V porostech borovice je hojná medovnice borová, která tvoří velké množství medovice. O něco vzácnější je medovice krátkobrvá, která dává medovici v červnu a v červenci. Medovnice lesklá poskytuje medovici od května do července.

#### Prvořadí producenti medovice na modřínu
Starší modříny opadavé hostí na větvích kolonie medovnice černoskvrnné, která patří v Česku mezi nejvýznamnější producenty medovice. Včely ji sbírají od června do srpna.
Medovnice modřínová je hojným druhem žijícím na mladých větvích. Medovici poskytuje od června do srpna. V červnu a červenci tvoří medovici medovnice prýtová.

#### Prvořadí producenti medovice na dubu
Zdobnatka dubová je mšice žijící na spodní straně listů dubů. Patří mezi nejvýznamnější producenty medovice na dubech, poskytuje ji v červnu a v červenci.
Hojným druhem je medovnice dubová, která dává medovici od druhé poloviny května až do července. Žije na kůře jednoletých a dvouletých větví dubu. Taktéž hojná puklice dubová tvoří medovici v červnu. Mšička dubová žije na spodní straně listů a medovici produkuje v červnu a v srpnu.
Vzácným producentem je klenutec dubový, který poskytuje medovici v květnu a červnu.

#### Prvořadí producenti medovice na ostatních stromech
Javory hostí vynikající producenty medovice: brvnatka dvojtvará poskytuje medovici v květnu a červnu, brvnatka javorová dává medovici od jara až do pozdního podzimu.
Zdobnatka lipová tvoří značné množství medovice v době květu lípy a dlouho po jejím odkvětu.
Stromovnice buková žije na výhonech a spodní straně listů buku lesního. Poskytuje dobrou květnovou snůšku medovice. Medovnice buková je poměrně vzácná velká mšice, která dává medovici na konci jara a na začátku léta.
V červnu tvoří mnoho medovice stromovnice červenohnědá, která parazituje na větvích břízy bradavičnaté.
Od června do září poskytuje medovici zdobnatka jilmová, která žije v koloniích na listech jilmu. Na jilmu se živí také mera jilmová. Je to jediná mera, která má při přemnožení hospodářský význam jako producent medovice. Na kůře vrb žije medovnice vrbová.

## Medovicová snůška
Včely medovici sbírají buď přímo od zadečku producentů, nebo sbírají povlak medovice z listů či jehličí v ranních hodinách, kdy ještě není zaschlý. Dobrá medovicová snůška je však závislá na značném rozmnožení jejích producentů.
Množení producentů podporuje teplota v rozmezí 18–30 °C, přiměřená vlhkost i mírné srážky, které podporují růst hostitelských rostlin.
Naopak predátory mšic a červců jsou slunéčka včetně larev a jiní draví brouci, larvy pestřenek, zlatooček, denivek a dlouhošíjek. Protože množení nepřátel má určité zpoždění, málokdy se projeví okamžitě. Kvůli rozmnožení predátorů a parazitů se však nikdy neopakují dva dobré medovicové roky za sebou.

## Medovicový a lesní med
Lesní med může být medem smíšeným, z květové i medovicové snůšky. Jedná se například o med z medovice ze smrků smíchaný s nektarem z kvetoucích malin. Medovicový med je jednodruhový, z jednoho určitého druhu snůšky.
Medovicový med má kořenitou vůni a harmonickou chuť. Rostlinná barviva mu dodávají tmavou barvu. Obsahuje větší množství minerálů. Smrkový med je světle hnědý až tmavohnědý, jedlový je tmavě zelený až černý. Jedlové medy neobsahují téměř žádný pyl.
Obvykle krystalizuje pomalu a vytváří hrubé krystaly, které se usazují na dně nádoby. Tuhne několik týdnů nebo měsíců. Výjimkou je med obsahující množství melecitózy. V modřínovém medu může být melecitózy až 38 %, v menším množství je zastoupena i v medu smrkovém. Takový med často krystalizuje už v plástech.